# Río Virga

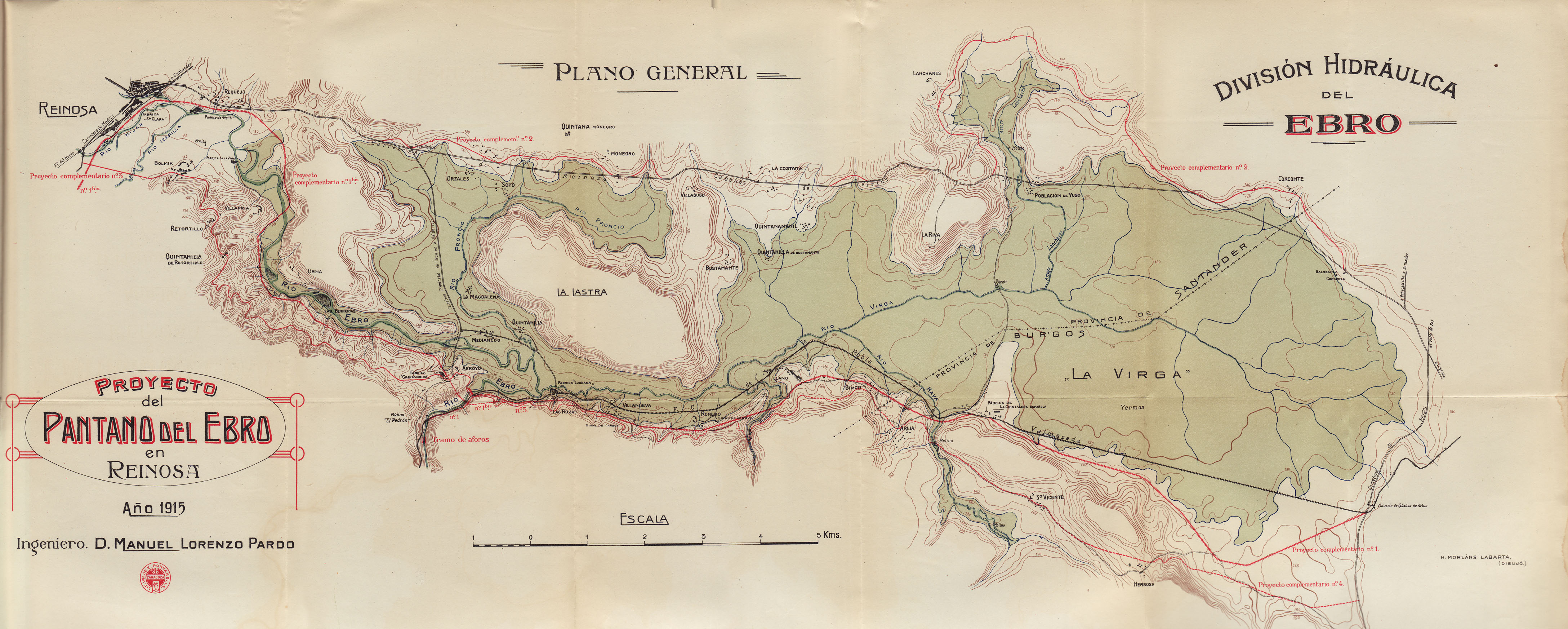
Plano de 1915 del Proyecto del Pantano del Ebro y su zona de influencia, obra de Manuel Lorenzo Pardo. Se aprecia la llanada del río Virga a la derecha.

El río Virga o Vilga es un afluente del río Ebro situado en la comunidad autónoma de Cantabria (España) que nace en los límites del partido de Reinosa y del de Sedano (Burgos), en la espaciosa llanura de este nombre, del ayuntamiento de Yuso. La mayor parte de la llanada de La Virga desapareció tras la construcción del embalse del Ebro en el año 1952, cuya lámina de agua cubre actualmente casi la totalidad del antiguo cauce.
El río discurría cerca de la población burgalesa de Cabañas de Virtus en dirección a Corconte, pasando próximo a las localidades de Población de Yuso, La Riva, Quintanilla de Bustamante (desaparecida bajo el embalse), Llano, Renedo, Villanueva y Las Rozas, para terminar vertiendo sus aguas a continuación al río Ebro. Recibía en su curso a los riachuelos Llavijal, Pinaredo y Nava.
Pascual Madoz señalaba en su Diccionario geográfico-estadístico-histórico de España y sus posesiones de Ultramar que el río poseía un puente de cinco arcos que se hallaban en buen estado a mediados del siglo XIX, ignorándose el año de su construcción. Asimismo, indicaba que no existían "sobre este río molino alguno, por no haber apenas desnivel desde su nacimiento hasta su incorporación al Ebro; su fondo es cenagoso y cría abundancia de anguilas, truchas y sanguijuelas, de que sacan los habitantes de sus inmediaciones bastante utilidad".

## La rasa de Campoo
La rasa de Campoo era el nombre con el que se conocía a la vega que conformaban la confluencia de los ríos Ebro y Virga y que desapareció con la construcción del embalse del Ebro en el año 1952.